# Herrarnas räck i gymnastik vid olympiska sommarspelen 2008
Herrarnas räck i gymnastik vid olympiska sommarspelen 2008 avgjordes den 19 augusti.

## Medaljörer
| Gren           | Guld         | Silver              | Brons                     |
| Herrarnas räck | Zou Kai Kina | Jonathan Horton USA | Fabian Hambüchen Tyskland |

## Final
| Placering | Gymnast                | A-poäng | B-poäng | Straff | Totalt |
| --------- | ---------------------- | ------- | ------- | ------ | ------ |
|           | Zou Kai (CHN)          | 7.200   | 9.000   |        | 16.200 |
|           | Jonathan Horton (USA)  | 6.900   | 9.275   |        | 16.175 |
|           | Fabian Hambüchen (GER) | 6.800   | 9.075   |        | 15.875 |
| 4         | Igor Cassina (ITA)     | 6.600   | 9.075   |        | 15.675 |
| 5         | Takuya Nakase (JPN)    | 6.600   | 8.850   |        | 15.450 |
| 6         | Hiroyuki Tomita (JPN)  | 6.600   | 8.625   |        | 15.225 |
| 7         | Epke Zonderland (NED)  | 6.500   | 8.500   |        | 15.000 |
| 8         | Yann Cucherat (FRA)    | 6.500   | 8.325   |        | 14.825 |

## Kvalificerade tävlande
| Placering | Gymnast                | A-poäng | B-poäng | Straff | Totalt |
| --------- | ---------------------- | ------- | ------- | ------ | ------ |
| 1st       | Fabian Hambüchen (GER) | 7.000   | 9.200   |        | 16.200 |
| 2nd       | Igor Cassina (ITA)     | 6.800   | 9.200   |        | 16.000 |
| 3rd       | Yann Cucherat (FRA)    | 6.900   | 8.950   |        | 15.850 |
| 4th       | Epke Zonderland (NED)  | 7.100   | 8.650   |        | 15.750 |
| 5th       | Zou Kai (CHN)          | 7.000   | 8.600   |        | 15.600 |
| 6th       | Jonathan Horton (USA)  | 6.400   | 9.175   |        | 15.575 |
| 7th       | Hiroyuki Tomita (JPN)  | 6.600   | 8.950   |        | 15.550 |
| 8th       | Takuya Nakase (JPN)    | 6.600   | 8.850   |        | 15.450 |